# Яні Гаканпяя
Яні Гаканпяя (фін. Jani Hakanpää; нар. 31 березня 1992, Кіркконуммі) — фінський хокеїст, захисник клубу Лійги «Кярпят». Гравець збірної команди Фінляндії.

## Ігрова кар'єра
Хокейну кар'єру розпочав на батьківщині 2010 року виступами за команду «Еспоо Блюз».
2010 року був обраний на драфті НХЛ під 104-м загальним номером командою «Сент-Луїс Блюз». 22 березня 2012 уклав трирічний контракт з «блюзменами».
Всі три роки в Північній Америці провів виступаючи за команди АХЛ «Пеорія Рівермен» та «Чикаго Вулвс».
2 липня 2015 уклав дворічний контракт з фінським клубом «Кярпят», де і продовжує наразі виступати.

## На рівні збірних
Був гравцем юніорської збірної Фінляндії в складі якої став бронзовим призером чемпіонату світу 2010. За молодіжну збірну Фінляндії провів сім матчів на чемпіонаті світу 2012 року. 
З 2017 року залучається до лав національної збірної Фінляндії. Чемпіон світу 2019 року.

## Нагороди та досягнення
- Чемпіон Фінляндії в складі Кярпят — 2015, 2018.

## Статистика

### Клубні виступи
| Сезон          | Клуб                 | Ліга           | Регулярний сезон | Регулярний сезон | Регулярний сезон | Регулярний сезон | Регулярний сезон | Плей-оф | Плей-оф | Плей-оф | Плей-оф | Плей-оф |
| Сезон          | Клуб                 | Ліга           | І                | Г                | П                | О                | ШХ               | І       | Г       | П       | О       | ШХ      |
| -------------- | -------------------- | -------------- | ---------------- | ---------------- | ---------------- | ---------------- | ---------------- | ------- | ------- | ------- | ------- | ------- |
| 2010–11        | «Еспоо Блюз»         | Jr. A          | 36               | 3                | 20               | 23               | 61               | 12      | 3       | 2       | 5       | 10      |
| 2011–12        | «Еспоо Блюз»         | Jr. A          | 5                | 0                | 4                | 4                | 0                | —       | —       | —       | —       | —       |
| 2011–12        | «Еспоо Блюз»         | СМ-Л           | 41               | 5                | 7                | 12               | 30               | —       | —       | —       | —       | —       |
| 2012–13        | «Еспоо Блюз»         | СМ-Л           | 34               | 2                | 3                | 5                | 34               | —       | —       | —       | —       | —       |
| 2012–13        | «Пеорія Рівермен»    | АХЛ            | 14               | 1                | 3                | 4                | 6                | —       | —       | —       | —       | —       |
| 2013–14        | «Чикаго Вулвс»       | АХЛ            | 54               | 4                | 4                | 8                | 33               | 3       | 0       | 1       | 1       | 0       |
| 2014–15        | «Чикаго Вулвс»       | АХЛ            | 64               | 1                | 7                | 8                | 47               | 4       | 0       | 1       | 1       | 6       |
| 2014–15        | «Куод Сіті Меллардс» | ХЛСУ           | 2                | 1                | 0                | 1                | 0                | —       | —       | —       | —       | —       |
| 2015–16        | «Кярпят»             | Лійга          | 60               | 1                | 11               | 12               | 40               | 14      | 1       | 5       | 6       | 8       |
| 2016–17        | «Кярпят»             | Лійга          | 53               | 0                | 5                | 5                | 61               | 2       | 0       | 1       | 1       | 2       |
| 2017–18        | «Кярпят»             | Лійга          | 58               | 6                | 18               | 24               | 44               | 16      | 3       | 4       | 7       | 18      |
| 2018–19        | «Кярпят»             | Лійга          | 52               | 11               | 12               | 23               | 94               | 17      | 1       | 3       | 4       | 6       |
| Усього в Лійга | Усього в Лійга       | Усього в Лійга | 298              | 25               | 56               | 81               | 303              | 49      | 5       | 13      | 18      | 34      |

### Збірна
| Рік                | Команда            | Турнір             | Місце              | І  | Г | П | О | ШХ |
| ------------------ | ------------------ | ------------------ | ------------------ | -- | - | - | - | -- |
| 2010               | Фінляндія          | ЮЧС18              | 3                  | 6  | 1 | 1 | 2 | 6  |
| 2012               | Фінляндія          | МЧС                | 4-е                | 7  | 1 | 2 | 3 | 6  |
| 2019               | Фінляндія          | ЧС                 | 1                  | 10 | 1 | 1 | 2 | 4  |
| Молодіжна збірна   | Молодіжна збірна   | Молодіжна збірна   | Молодіжна збірна   | 13 | 2 | 3 | 5 | 12 |
| Національна збірна | Національна збірна | Національна збірна | Національна збірна | 10 | 1 | 1 | 2 | 4  |